# Tramway de Belfort
Le réseau des tramways de Belfort a circulé de 1898 à juillet 1952.

## Histoire

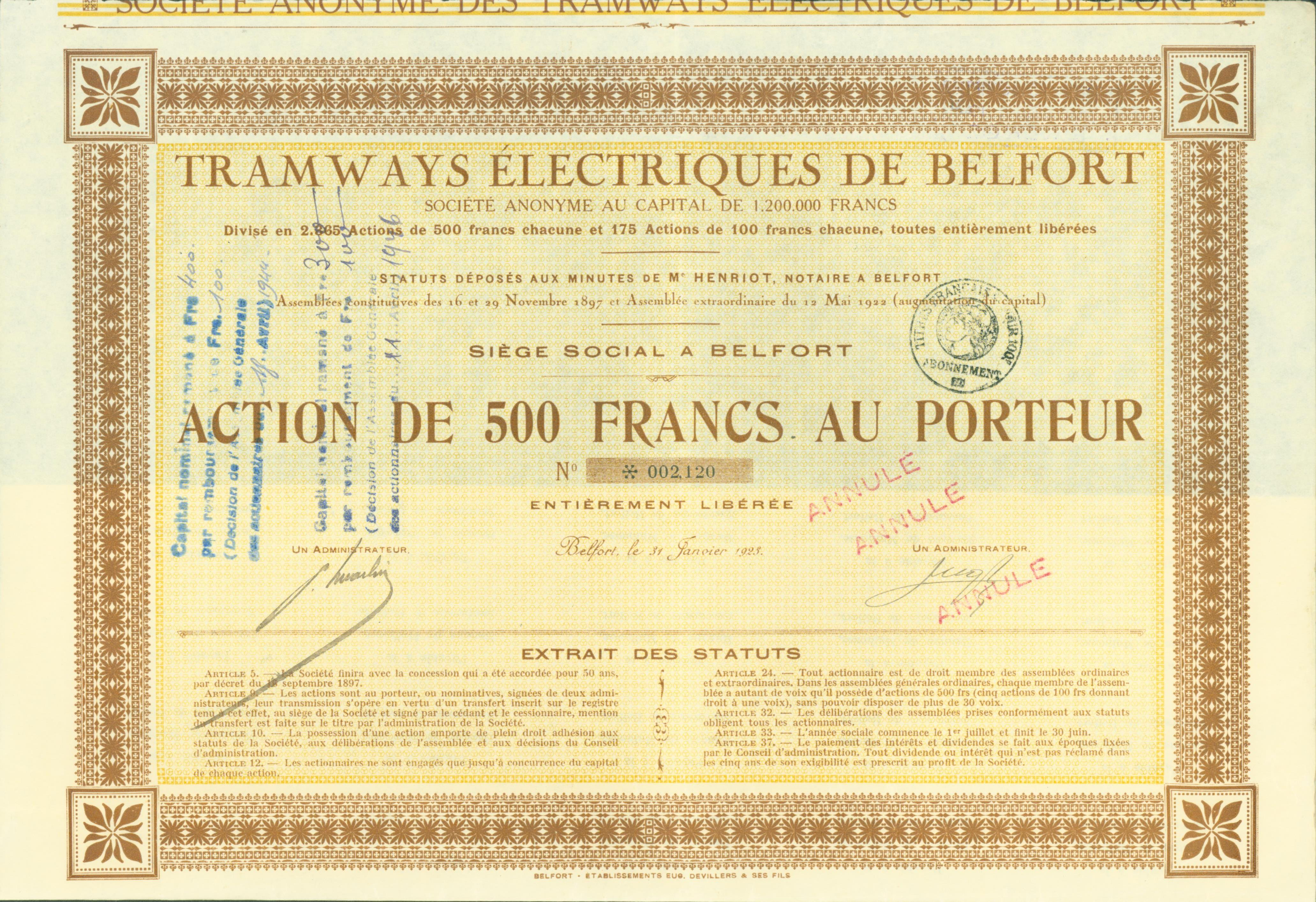
Action de la compagnie des Tramways Électriques de Belfort S. A. en date du 31 janvier 1923.

La Compagnie des tramways électriques de Belfort (CTEB) est créée en 1897 pour construire et exploiter un réseau de tramways dans la ville de Belfort. La compagnie est formée le 16 novembre 1897 par monsieur Christ Schad. Son siège social est à Belfort. Elle met en service un ensemble de deux lignes construites à voie métrique et déclarées d'utilité publique le 16 septembre 1897.
Après la guerre, la ville de Belfort demanda à la CTEB d'étudier une solution pour remplacer le tramway devenu obsolète avec le développement de la circulation automobile. Le trolleybus fut choisi mais la CTEB ne pouvant supporter seule les nouvelles charges, elle disparaît, remplacée par la Société des trolleybus urbains de Belfort (STUB). La décision de remplacer les tramways est prise en 1951, et dès l'année suivante, des trolleybus circulent.

## Réseau
Il comprend deux lignes, construites à voie métrique
- Ligne 1 : Gare - Place d'Armes
- Ligne 2 : Gare - Valdoie

En 1913, la ligne 1 disparaît. Elle est remplacée par une jonction entre la gare de Belfort (intérêt local), située quai Vauban au nord et les lignes de Sochaux et Réchésy au sud. Ces lignes sont exploitées par la Compagnie des Chemins de fer d'intérêt local du Territoire de Belfort (CFB).
En 1952, la ligne 2 est supprimée et remplacée par une ligne de trolleybus, tandis que la CTEB est remplacée par la Société des trolleybus urbains de Belfort (STUB) à la suite de l'entrée au capital à hauteur de 40 % de la ville de Belfort.

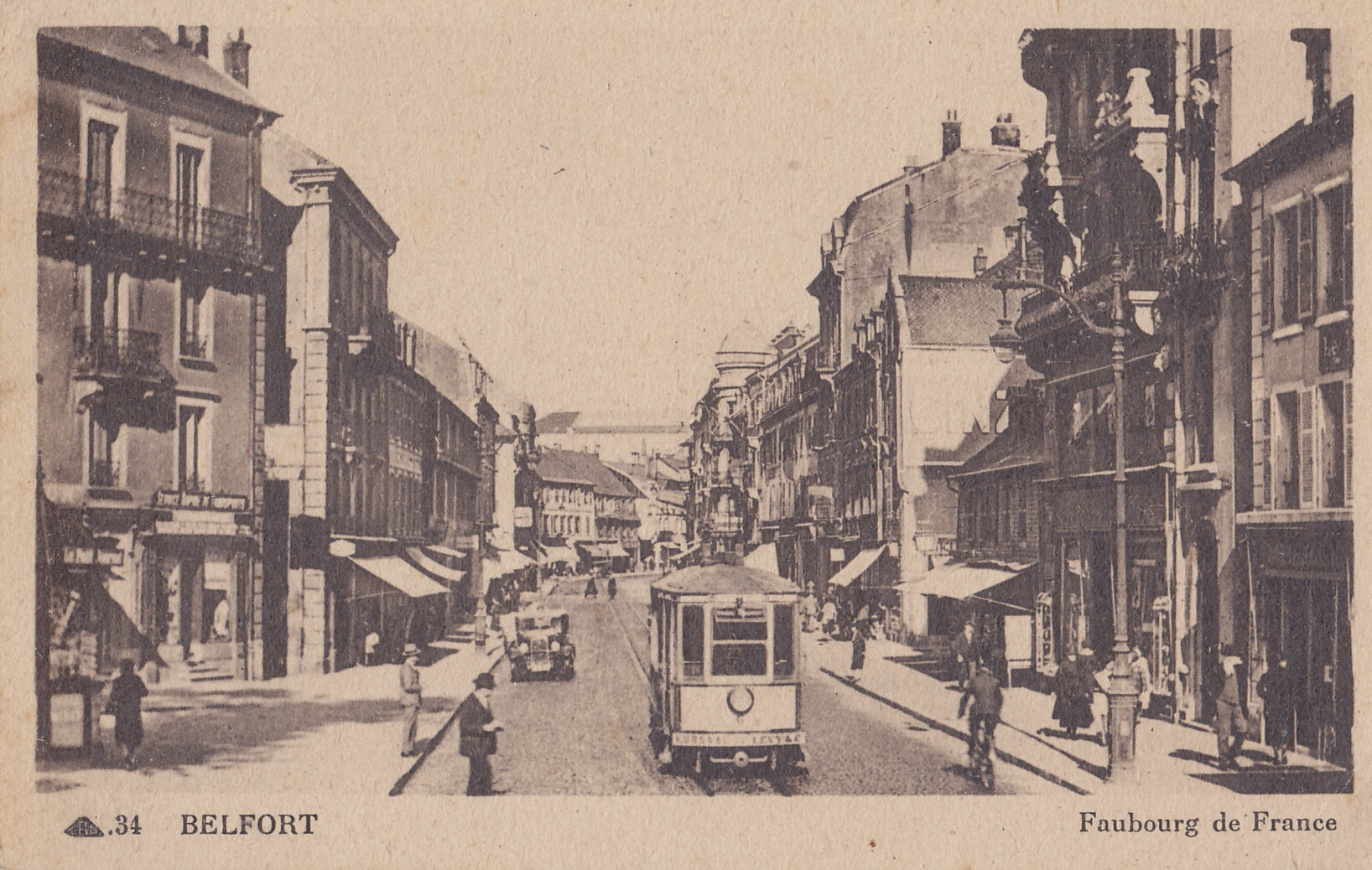
Tramway, Faubourg de France...
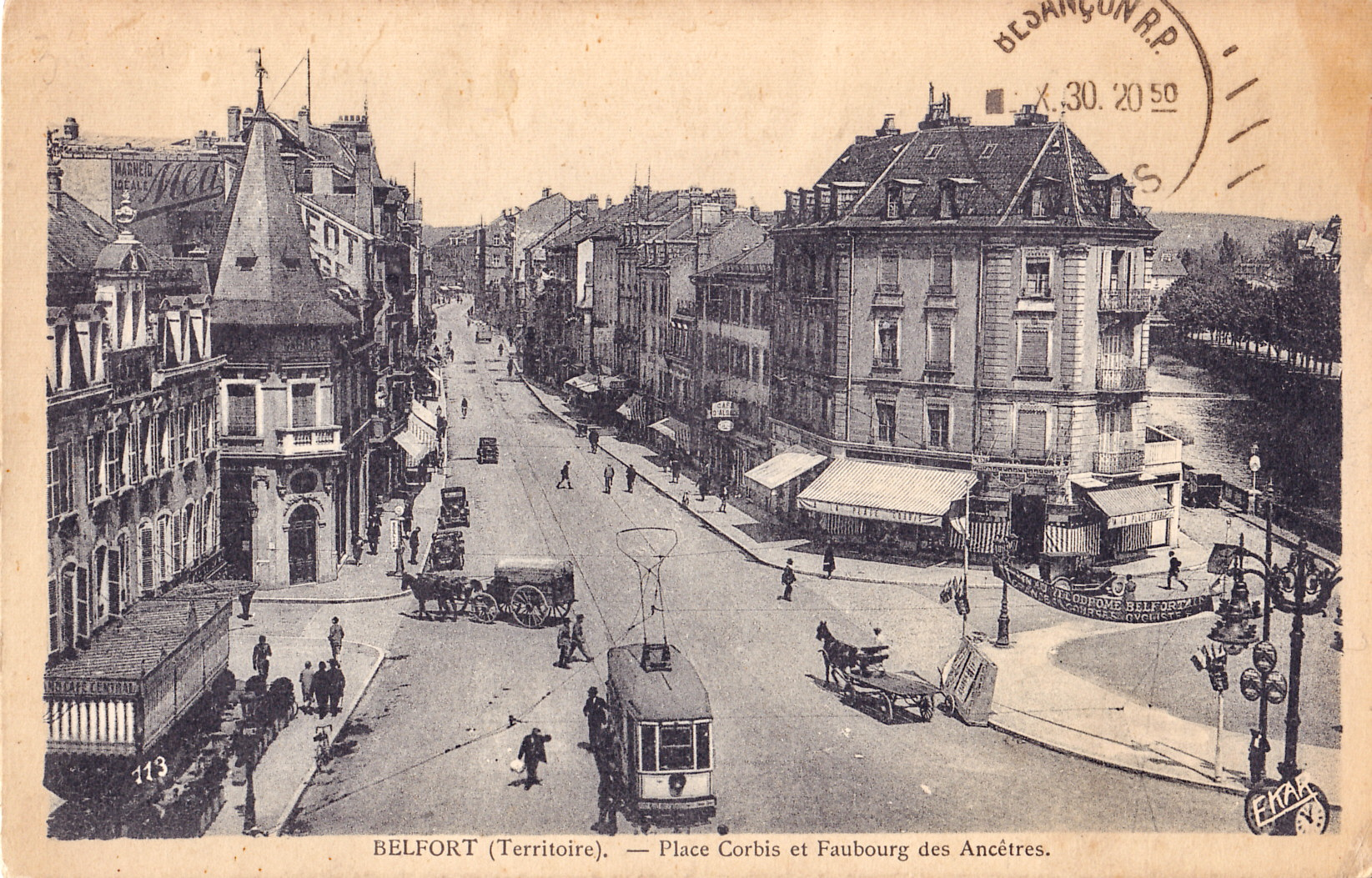
... et place Corbis, Faubourg des Ancêtres.
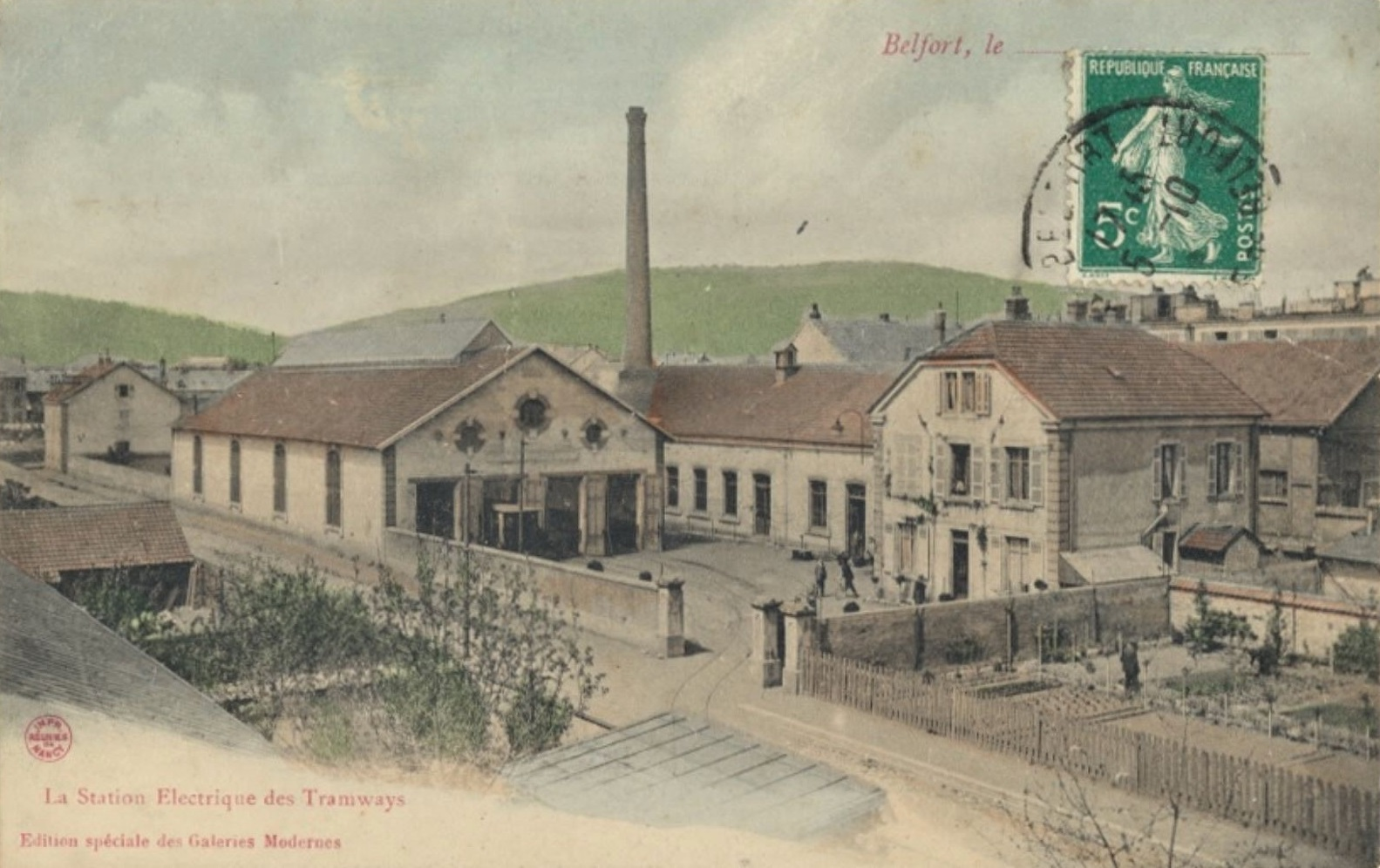
La station électrique du tram.

## Matériel roulant

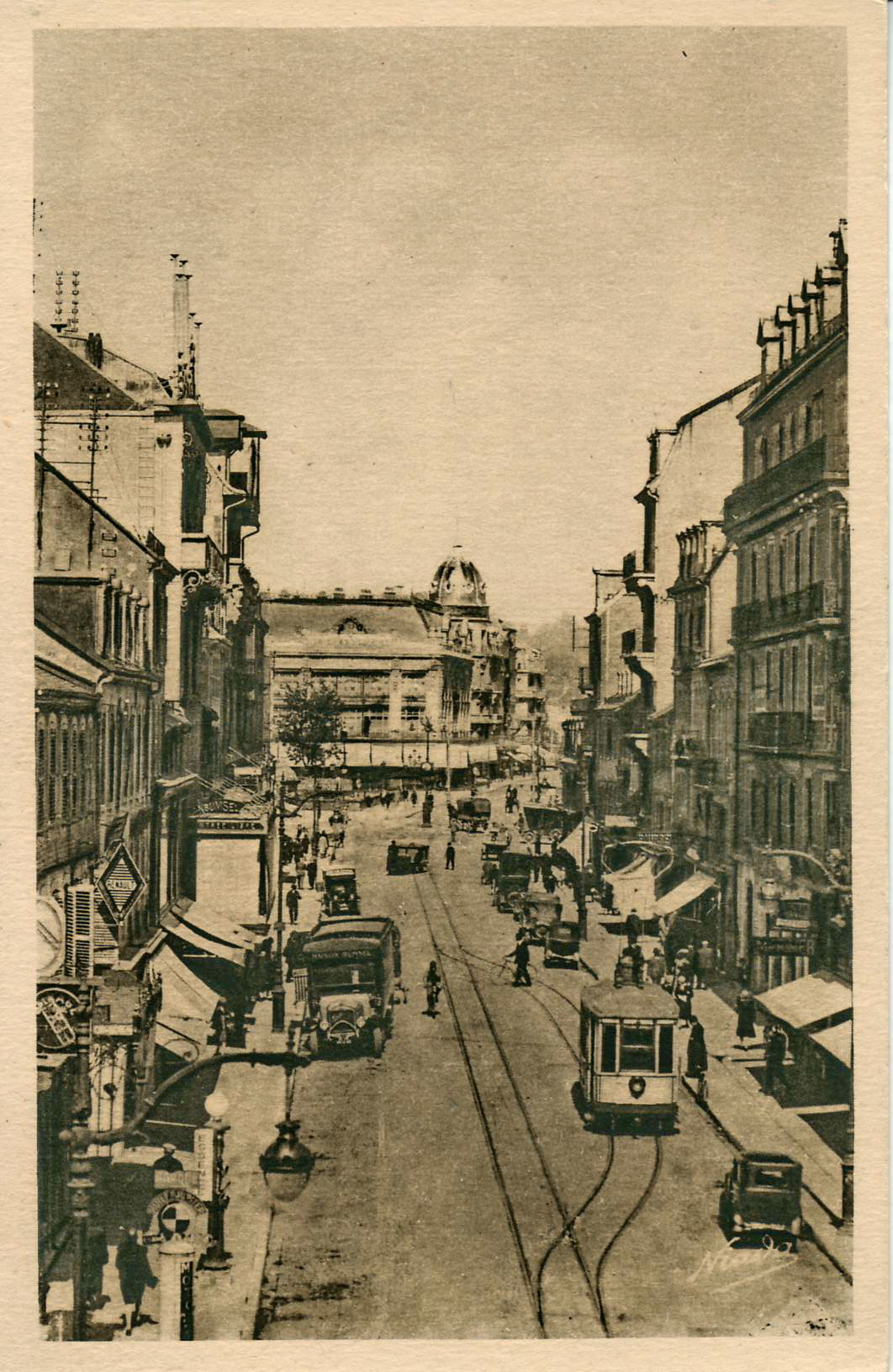
Un tramway sur un évitement du boulevard Carnot.

Les motrices électriques étaient à plates-formes ouvertes  prenant leur courant par archet.
Toutes les motrices et remorques étaient à deux essieux.
- motrices de 1898 à plates-formes ouvertes, N° 1 à 4[4]
- motrices de 1898 à plates-formes ouvertes, N° 5 à 12
- motrices de 1922 à plates-formes fermées, N° 1 à 11
- motrices de 1928 à plates-formes fermées, N°  12
- remorques ouvertes et fermées,  (nombre inconnu)

## Vestiges préservés
La rue du Tramway rend hommage à cette partie de l'histoire de Belfort.

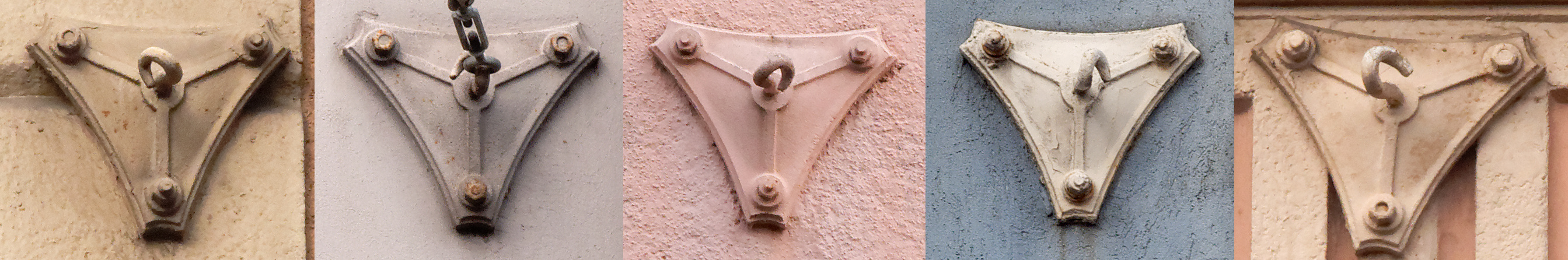
Fixations des caténaires.

Des fixations des caténaires sont encore visibles le long de l'ancien tracé.